# Дубінін Олександр Іванович
Олекса́ндр Іва́нович Дубі́нін (нар. 16 травня 1959, Дніпродзержинськ, Дніпропетровська область) — український політик. Голова правління ПАТ «ДніпроАзот». Депутат Дніпропетровської обласної ради. Народний депутат України 8-го скликання.

## Біографія
У 1981 році закінчив Дніпродзержинський індустріальний інститут, спеціальність — «Промислова теплоенергетика», кваліфікація — інженер-теплоенергетик; у 2002 році закінчив Дніпропетровський регіональний інститут державного управління Національної академії державного управління при Президентові України, спеціальність — «Державне управління», кваліфікація — магістр державного управління.

### Професійна діяльність
1980-1981 рр. — комітет комсомолу ОРСА заводу імені Дзержинського Заводського РКЛКСМ України Дніпропетровського ОКЛКСМ України, секретар комітету;
1981 р. — підприємство ЯЕ 308/5Е (м. Дніпродзержинськ), слюсар механіко-складальних робіт цеху нестандартизованого обладнання;
1981-1982 рр. — Баглійський завод котельно-допоміжного устаткування і трубопроводів (м. Дніпродзержинськ), майстер, старший майстер;
1982-1984 рр. — служба в Радянській Армії;
1984-1991 рр. — Баглійський завод котельно-допоміжного устаткування і трубопроводів (м. Дніпродзержинськ), інженер-конструктор, начальник фінансово-збутового відділу, начальник виробничо-диспетчерського відділу;
1991-1999 рр. — ВАТ «ДКХЗ» (м. Дніпродзержинськ), заступник начальника відділу збуту товарів народного споживання, начальник відділу матеріально-технічного постачання і збуту;
1999-2001 рр. — ВАТ «Запорізький завод феросплавів» (м. Запоріжжя), заступник голови правління з комерційно-фінансової частини, заступник директора заводу з комерційно-фінансової частини;
2001 р. — УПІК «Металургія» (м. Дніпродзержинськ), начальник відділу постачання;
2001-2004 рр. — ВАТ «Запорізький завод феросплавів» (м. Запоріжжя), заступник директора з комерції, заступник голови правління, комерційний директор;
2004-2009 рр. — Стаханівський завод феросплавів (м. Стаханов, Луганська область), заступник голови правління з реконструкції та розвитку виробництва, голова правління;
вересень 2009 р. – вересень 2014 р. – ПАТ «ДНІПРОАЗОТ» (м. Дніпродзержинськ), голова правління.

### Політична діяльність
На позачергових виборах до Верховної Ради України 26 жовтня 2014 року висувався кандидатом від партії Блок Петра Порошенка «Солідарність» по округу № 30. Обраний народним депутатам. З 27.11.2014 по 07.04.2015 входив до фракції БПП. Надалі позафракційний. Голова підкомітету з питань промислової та інвестиційної політики Комітету Верховної Ради України з питань промислової політики та підприємництва. Член Спеціальної контрольної комісії Верховної Ради України з питань приватизації. 
Член політради партії «Українське об'єднання патріотів – УКРОП».